# Onex
Onex公司（Onex Corporation）是一家加拿大投资公司，1984年由格里·施瓦茨建立，1987年上市，现为加拿大的大型投资公司之一，但主要投资市场在美国，名下资产约440亿美元。